# Trizons
Trizons è un videogioco sparatutto a scorrimento pubblicato nel 1986 per Commodore 16 dall'editrice britannica Bubble Bus Software. Si pilota un'astronave che vola rasoterra e può muoversi in tutte le direzioni e sparare verso destra a fuoco continuo contro formazioni di navicelle aliene. Lo scorrimento è costantemente verso destra, ma la superficie del pianeta è caratterizzata da linee orizzontali in prospettiva che scorrono in verticale.